# Inclusion fonctionnelle
Une inclusion fonctionnelle est un problème de la forme
où {\displaystyle F:\mathbb {E} \to \mathbb {F} } est une fonction entre les deux espaces vectoriels {\displaystyle \mathbb {E} } et {\displaystyle \mathbb {F} } et {\displaystyle N:\mathbb {E} \multimap \mathbb {F} } est une multifonction entre les mêmes espaces. Ce type de problème est aussi appelé équation généralisée. Il signifie que l'on cherche un point {\displaystyle x\in \mathbb {E} } tel que l'ensemble {\displaystyle F(x)+N(x)} contienne l'élément nul de {\displaystyle \mathbb {F} } ou encore tel que l'ensemble {\displaystyle N(x)} contienne {\displaystyle -F(x)}. Si {\displaystyle N\equiv \{0\}}, on cherche à résoudre une «simple» équation {\displaystyle F(x)=0}. On pourrait bien sûr enlever la fonction {\displaystyle F} du modèle, car {\displaystyle x\mapsto F(x)+N(x)} est une multifonction qui peut être prise en compte par {\displaystyle N}, mais certains problèmes d'inclusion ont une partie fonctionnelle comme ici, que certains résultats (comme le théorème des fonctions implicites, ci-dessous) ou certains algorithmes de résolution (comme l'algorithme de Josephy-Newton) exploitent, en utilisant la possibilité de dériver {\displaystyle F}.
Ce modèle de problème {\displaystyle (P_{IF})} est suffisamment général pour englober les problèmes variationnels, les problèmes d'inéquation variationnelle, les problèmes de complémentarité et les conditions d'optimalité du premier ordre des problèmes d'optimisation.
Lorsque {\displaystyle F} est différentiable et que certaines propriétés de régularité ont lieu, ce problème peut être résolu numériquement par diverses techniques, notamment l'algorithme de Josephy-Newton.

## Exemples d'inclusions fonctionnelles

### Problème variationnel
Un problème variationnel est une inclusion fonctionnelle de la forme {\displaystyle (P_{IF})}, dans laquelle {\displaystyle \mathbb {F} =\mathbb {E} } et la multifonction {\displaystyle N:\mathbb {E} \multimap \mathbb {E} } est le cône normal {\displaystyle \operatorname {N} _{X}} à un ensemble fermé non vide {\displaystyle X\subset \mathbb {E} } (la notation {\displaystyle N} vient de là). Le problème s'écrit et s'interprète comme ci-dessous :
Avec la convention {\displaystyle \operatorname {N} _{X}(x)=\varnothing } si {\displaystyle x\notin X}, on cherche donc un point {\displaystyle x\in X} tel que {\displaystyle -F(x)} soit dans le cône normal à {\displaystyle X} en {\displaystyle x}.

### Problème d'inéquation variationnelle
Un problème d'inéquation variationnelle est un problème variationnel {\displaystyle (P_{V})} dans lequel l'ensemble {\displaystyle X} est un convexe fermé non vide {\displaystyle C}. Alors le problème variationnel s'exprime par {\displaystyle -F(x)\in \operatorname {N} _{C}(x)} ou encore

### Problème de complémentarité
Un problème de complémentarité est un problème d'inéquation variationnelle {\displaystyle (P_{IV})} dans lequel l'ensemble {\displaystyle C} est un cône convexe fermé non vide {\displaystyle K}. Alors en prenant {\displaystyle y=2x} et {\displaystyle y=x/2} comme élément-test dans {\displaystyle (P_{IV})}, on voit que le problème se récrit comme suit
où {\displaystyle K^{+}} est le cône dual de {\displaystyle K}. Ce problème requiert que trois conditions soient satisfaites, à savoir {\displaystyle x\in K}, {\displaystyle F(x)\in K^{+}} et {\displaystyle x\perp F(x)}.

### Conditions d'optimalité du premier ordre en optimisation

#### Contrainte abstraite
La condition d'optimalité nécessaire du premier ordre de Peano-Kantorovitch est un problème variationnel de la forme {\displaystyle (P_{V})}, dans lequel {\displaystyle F} est le gradient d'une fonction {\displaystyle f:\mathbb {E} \to \mathbb {R} }.

#### Contrainte d'inclusion fonctionnelle
Considérons le problème d'optimisation général suivant
dans lequel le critère {\displaystyle f:\mathbb {E} \to \mathbb {R} } est défini sur un espace euclidien {\displaystyle \mathbb {E} }, {\displaystyle c:\mathbb {E} \to \mathbb {F} } est une fonction à valeurs dans l'espace euclidien {\displaystyle \mathbb {F} } et {\displaystyle G} est un convexe fermé non vide de {\displaystyle \mathbb {F} }.
Son système d'optimalité du premier ordre peut également s'exprimer comme un problème d'inclusion fonctionnelle de la forme {\displaystyle (P_{IF})} avec {\displaystyle x\curvearrowright (x,\lambda )\in \mathbb {E} \times \mathbb {F} },
Lorsque {\displaystyle G} est un cône convexe fermé, le système d'optimalité du premier ordre de {\displaystyle (P_{G})} peut également s'exprimer comme un problème de complémentarité de la forme {\displaystyle (P_{CNL})} avec {\displaystyle x\curvearrowright (x,\lambda )\in \mathbb {E} \times \mathbb {F} },

#### Contraintes d'égalité et d'inégalité
Le système d'optimalité du premier ordre de Karush, Kuhn et Tucker du problème {\displaystyle (P_{EI})} peut également s'exprimer comme un problème de complémentarité non linéaire de la forme {\displaystyle (P_{CNL})} avec {\displaystyle x\curvearrowright (x,\lambda )\in \mathbb {E} \times \mathbb {R} ^{m}}, {\displaystyle m=m_{E}+m_{I}} :
L'appartenance de {\displaystyle (x,\lambda )} à {\displaystyle K} exprime la positivité de {\displaystyle \lambda _{I}}. L'appartenance de {\displaystyle F(x,\lambda )} à {\displaystyle K^{+}=\{0_{\mathbb {E} }\}\times (\{0_{\mathbb {R} ^{m_{E}}}\}\times \mathbb {R} _{+}^{m_{I}})} exprime la nullité du gradient du lagrangien et l'admissibilité de {\displaystyle x}. Enfin l'orthogonalité entre {\displaystyle (x,\lambda )} et {\displaystyle F(x,\lambda )} exprime la complémentarité.

### Système d'égalités et d'inégalités
Lorsque {\displaystyle N} est la multifonction constante {\displaystyle x\mapsto \{0_{\mathbb {R} ^{m_{E}}}\}\times \mathbb {R} _{+}^{m_{I}}\subset \mathbb {R} ^{m}\equiv \mathbb {F} } où {\displaystyle E} et {\displaystyle I} forment une partition de {\displaystyle [1\,{:}\,m]}, {\displaystyle (P_{IF})} revient à trouver un point {\displaystyle x\in \mathbb {E} } satisfaisant les égalités {\displaystyle F_{i}(x)=0} pour {\displaystyle i\in E} et les inégalités {\displaystyle F_{i}(x)\leqslant 0} pour {\displaystyle i\in I}.

## Théorème des fonctions implicites
Un théorème des fonctions implicites peut être obtenu pour une inclusion fonctionnelle sous l'hypothèse de régularité suivante.
Solution fortement régulière — On dit que {\displaystyle x_{*}} est une solution fortement régulière de {\displaystyle (P_{IF})} de module {\displaystyle L\geqslant 0} s'il existe des voisinages {\displaystyle U} de {\displaystyle x_{*}} dans {\displaystyle \mathbb {E} } et {\displaystyle V} de 0 dans {\displaystyle \mathbb {F} }, tels que pour tout {\displaystyle p\in V}, l'inclusion fonctionnelle linéarisée perturbée
a une solution {\displaystyle x(p)}, unique dans {\displaystyle U}, et si {\displaystyle x(\cdot )} est {\displaystyle L}-lipschitzienne sur {\displaystyle V}.
Nécessairement {\displaystyle x(0)=x_{*}}. Par ailleurs, si {\displaystyle N=\{0\}}, la régularité forte devient l'inversibilité de {\displaystyle F'(x_{*})}.
On se place dans le cadre suivant. Soient {\displaystyle \mathbb {E} } et {\displaystyle \mathbb {F} } deux espaces de dimension finie et {\displaystyle P} un espace topologique. Pour un paramètre {\displaystyle p\in P} donné, on considère l'inclusion fonctionnelle perturbée
où {\displaystyle F:\mathbb {E} \times P\to \mathbb {F} } et {\displaystyle N:\mathbb {E} \multimap \mathbb {F} } est une multifonction.
Théorème des fonctions simplicites — Soient {\displaystyle (x_{0},p_{0})\in \mathbb {E} \times P} et {\displaystyle \Omega } un voisinage de {\displaystyle x_{0}} dans {\displaystyle \mathbb {E} }. Supposons que {\displaystyle F'_{x}} existe sur {\displaystyle \Omega \times P} et que {\displaystyle F} et {\displaystyle F'_{x}} soient continues en {\displaystyle (x_{0},p_{0})}. Si {\displaystyle x_{0}} est une solution de {\displaystyle F(x,p_{0})+N(x)\ni 0}, qui est fortement régulière de module {\displaystyle L}, alors pour tout {\displaystyle \varepsilon >0}, il existe un voisinage {\displaystyle U} de {\displaystyle x_{0}\in \mathbb {E} } et un voisinage {\displaystyle W} de {\displaystyle p_{0}\in P}, ainsi qu'une fonction univoque {\displaystyle x:W\to U} telle que pour tout {\displaystyle p\in W}, {\displaystyle x(p)} est l'unique solution de {\displaystyle F(x,p)+N(x)\ni 0}. De plus, pour tout {\displaystyle p} et {\displaystyle p'\in W},
Dans le cas où {\displaystyle F(x,\cdot )} est lipschitzienne, uniformément
en {\displaystyle x}, on a le corollaire plus explicite suivant.
Corollaire — On suppose que les conditions du résultat précédent ont lieu, que {\displaystyle P} est une partie d'un espace normé et qu'il existe une constante {\displaystyle \mu } telle que pour tout {\displaystyle p} et {\displaystyle p'\in P} et tout {\displaystyle x\in U}, on a
Alors {\displaystyle x(\cdot )} est lipschitzienne sur {\displaystyle W} de module {\displaystyle \mu (L+\varepsilon )}.

## Semi-stabilité et hémi-stabilité
Le bon comportement local d'un algorithme de linéarisation requiert une hypothèse de différentiabilité de la fonction dont on cherche un zéro (ne fût-ce que parce que la fonction est linéarisée par l'algorithme) et une hypothèse d'inversibilité de la dérivée de cette fonction en ce zéro (pour que localement on puisse définir la direction de déplacement d'un itéré à l'autre). Pour l'inclusion fonctionnelle {\displaystyle (P_{IF})}, l'hypothèse de différentiabilité est naturellement celle de {\displaystyle F} lorsque l'algorithme considéré  est celui de Josephy-Newton puisque seule {\displaystyle F} est différentiée dans cet algorithme. L'hypothèse d'inversibilité est, quant à elle, plus difficile à définir : on l'exprime au moyen de deux concepts, la semi-stabilité et l'hémi-stabilité. La semi-stabilité s'occupe de la vitesse de convergence de l'algorithme de Josephy-Newton et l'hémi-stabilité du caractère bien posé de celui-ci.

### Semi-stabilité
Cette notion est motivée par le souhait d'avoir des itérés de l'algorithme de Josephy-Newton qui convergent localement rapidement vers une solution ayant cette propriété.
Pour introduire la notion de semi-stabilité, supposons dans un premier temps que {\displaystyle N\equiv \{0\}}, si bien que le problème consiste à résoudre {\displaystyle F(x)=0} par des itérations de Newton {\displaystyle x_{k+1}=x_{k}-F'(x_{k})^{-1}F(x_{k})}. On suppose que l'on est dans un voisinage {\displaystyle V} d'un zéro {\displaystyle x_{*}} de {\displaystyle F} et que la suite générée par l'algorithme converge vers ce point. Supposons que {\displaystyle F} soit continûment différentiable sur {\displaystyle V}. Alors, en utilisant
l'équation définissant l'itération et le développement de {\displaystyle F(x_{k+1})} avec reste intégral, on obtient
La convergence superlinéaire de {\displaystyle \{x_{k}\}} vers {\displaystyle x_{*}}, c'est-à-dire {\displaystyle x_{k+1}-x_{*}=o(\|x_{k}-x_{*}\|)}, se déduit alors de l'inversibilité de {\displaystyle F'(x_{*})}. En effet, par la différentiabilité de {\displaystyle F} en {\displaystyle x_{*}} et la nullité de {\displaystyle F(x_{*})}, il vient {\displaystyle F(x_{k+1})=F'(x_{*})(x_{k+1}-x_{*})+o(\|x_{k+1}-x_{*}\|)} et donc
où {\displaystyle C} est une constante strictement positive (on peut prendre {\displaystyle C} dans {\displaystyle ]0,1/\|F(x_{*})^{-1}\|[}). Puis l'estimation de {\displaystyle F(x_{k+1})} ci-dessus conduit à {\displaystyle x_{k+1}-x_{*}=o(\|x_{k+1}-x_{k}\|)} et donc à {\displaystyle x_{k+1}-x_{*}=o(\|x_{k}-x_{*}\|)} qui exprime la convergence superlinéaire de la suite. C'est cette dernière conséquence de l'inversibilité de {\displaystyle F'(x_{*})} que l'on choisit de préserver dans la définition de la semi-stabilité ci-dessous : si {\displaystyle F(x)=p} et {\displaystyle x} est proche de {\displaystyle x_{*}}, alors {\displaystyle x-x_{*}=O(\|p\|)}.
Semi-stabilité — On dit qu'une solution {\displaystyle x_{*}} de {\displaystyle (P_{IF})} est semi-stable s'il existe des constantes {\displaystyle \sigma _{1}>0} et {\displaystyle \sigma _{2}>0} telles que pour tout couple {\displaystyle (x,p)\in \mathbb {E} \times \mathbb {F} } vérifiant 
on a
Voici quelques observations sur cette définition.
1. Cette propriété n'affirme rien sur l'existence d'une solution de {\displaystyle F(x)+N(x)\ni p} pour les {\displaystyle p} considérés.
2. Cette propriété n'est contraignante que pour de petites perturbations {\displaystyle p} puisque dès que {\displaystyle \|p\|\geqslant \sigma _{1}/\sigma _{2}}, la condition est toujours vérifiée.
3. Une solution semi-stable est nécessairement isolée puisque si {\displaystyle x_{*}'\in B(x_{*},\sigma _{1})} est une autre solution, on a {\displaystyle F(x_{*}')+N(x_{*}')\ni 0} et donc {\displaystyle \|x_{*}'-x_{*}\|\leqslant \sigma _{2}\|0\|} ou encore {\displaystyle x_{*}'=x_{*}}. Il n'y a donc pas d'autre solution que {\displaystyle x_{*}} dans la boule {\displaystyle B(x_{*},\sigma _{1})}.
4. La notion de semi-stabilité en {\displaystyle x_{*}} se ramène à celle d'injectivité de {\displaystyle F'(x_{*})} en l'absence de {\displaystyle N} (et donc de son inversibilité si {\displaystyle \operatorname {dim} \mathbb {E} =\operatorname {dim} \mathbb {F} }).
5. On peut montrer qu'une solution fortement régulière est semi-stable[3].

Si une solution semi-stable de {\displaystyle (P_{IF})} en est une solution isolée, c'est aussi une solution isolée de cette inclusion fonctionnelle linéarisée en {\displaystyle x_{*}}. La réciproque est d'ailleurs vraie lorsque {\displaystyle N} est l'application cône normal à un polyèdre convexe (voir ci-dessous).
Solution isolée de l'inclusion fonctionnelle linéarisée — Soit {\displaystyle x_{*}} une solution semi-stable de l'inclusion fonctionnelle {\displaystyle (P_{IF})}, dans laquelle {\displaystyle F} est différentiable en {\displaystyle x_{*}}. Alors {\displaystyle x_{*}} est une solution isolée de l'inclusion fonctionnelle linéarisée
Le résultat suivant donne diverses propriétés d'une solution d'un problème d'inclusion fonctionnelle qui deviennent équivalentes à la semi-stabilité lorsque la multifonction {\displaystyle N} est le cône normal {\displaystyle \operatorname {N} _{C}} à un convexe polyédrique non vide {\displaystyle C}, c'est-à-dire lorsque l'inclusion fonctionnelle est un problème d'inéquation variationnelle sur un polyèdre convexe non vide. La condition (2) peut être utilisée pour caractériser la semi-stabilité d'un point stationnaire d'un problème d'optimisation sous contraintes et la condition (3) pour caractériser la semi-stabilité d'un minimum local de ce même problème.
Caractérisations de la semi-stabilité pour une IV polyédrique — On suppose que {\displaystyle \mathbb {E} =\mathbb {F} } et que {\displaystyle x_{*}\in \mathbb {E} } est une solution de l'inclusion fonctionnelle {\displaystyle (P_{IF})}, dans laquelle {\displaystyle F} est différentiable en {\displaystyle x_{*}} et {\displaystyle N} est l'application cône normal {\displaystyle \operatorname {N} _{C}} à un convexe fermé non vide {\displaystyle C} de {\displaystyle \mathbb {E} .} Alors les implications (1) {\displaystyle \Rightarrow } (2) {\displaystyle \Rightarrow } (3) {\displaystyle \Rightarrow } (4) ont lieu pour les affirmations données ci-dessous :
1. {\displaystyle x_{*}} est semi-stable,
2. {\displaystyle x_{*}} est solution isolée de
{\displaystyle F(x_{*})+F'(x_{*})(x-x_{*})+\operatorname {N} _{C}(x)\ni 0,}
3. tout {\displaystyle x\in C\setminus \{x_{*}\}} solution de
{\displaystyle {\begin{array}{c}\langle F(x_{*}),x-x_{*}\rangle =0\\[-0.3ex]F(x_{*})+F'(x_{*})(x-x_{*})+\operatorname {N} _{C}(x_{*})\ni 0,\end{array}}}
 est tel que {\displaystyle \langle F'(x_{*})(x-x_{*}),x-x_{*}\rangle >0},
4. le système en {\displaystyle x}
{\displaystyle {\begin{array}{c}\operatorname {N} _{C}(x)\subset \operatorname {N} _{C}(x_{*})\\[-0.3ex]\langle F(x_{*}),x-x_{*}\rangle =0\\[-0.3ex]\mathbb {R} _{+}\,F(x_{*})+F'(x_{*})(x-x_{*})+\operatorname {N} _{C}(x)\ni 0,\end{array}}}
n'a pas d'autre solution que {\displaystyle x_{*}}.

Si, de plus, {\displaystyle C} est polyédrique, alors les quatre propriétés (1)-(4) sont équivalentes.

### Hémi-stabilité
La semi-stabilité n'assure en rien l'existence d'une solution de l'équation linéarisée et donc d'un nouvel itéré de l'algorithme de Josephy-Newton, même si cet itéré est proche d'une solution. C'est la raison d'être de la propriété d'hémi-stabilité introduite dans cette section.
Hémi-stabilité — On dit qu'une solution {\displaystyle x_{*}} de {\displaystyle (P_{IF})} est hémi-stable si pour tout {\displaystyle \alpha >0}, il existe {\displaystyle \beta >0} tel que, pour tout {\displaystyle x_{0}\in B(x_{*},\beta )}, l'inclusion en {\displaystyle x} suivante
a une solution dans {\displaystyle B(x_{*},\alpha )}.
On notera que l'hémitabilité ne dit rien sur l'unicité de la solution de l'inclusion linéarisée. Seule l'existence d'une solution de cette inclusion linéarisée, proche de la solution hémi-stable, est demandée.